# MegaCharts
MegaCharts je odgovoran za oblikovanje i pridobivanje mnogih prikupljenih služenih ljestvica u Nizozemskoj, od kojih su najpoznatije Mega Top 50 i Mega Album Top 100. Mega Charts dostavlja informacije i Stichting Nederlandse Top 40, na temelju čega nastaju o ostale ljestvice poput Dutch Top 40, Tip Parade i ostalih. MegaCharts je dio GfK Benelux marketinške službe.

## Mega Charts ljestvice

### Singlovi i pjesme

#### Ostale
- Tipparade
- Mega Dance Top 30
- Mega Airplay Top 50
- Mega Ringtone Top 50

### Albumi
- Mega Album Top 100
- Mega Verzamelalbum Top 30
- Backcatalogue Top 50
- Scherpe Rand van Platenland

### DVD
Music DVD Top 30
Film DVD Top 30

## Vidjeti
- Dutch Top 40
- Mega Top 50
- Mega Single Top 100

## Vanjske poveznice
- Official Dutch Charts website (Gfk Mega Charts) (nizoz.)